# Liste der Biografien/Faj
Liste der Biografien |
Portal Biografien |
Personensuche
# |
A |
B |
C |
D |
E |
F |
G |
H |
I |
J |
K |
L |
M |
N |
O |
P |
Q |
R |
S |
T |
U |
V |
W |
X |
Y |
Z |
?
 
Fa |
Fe |
Ff |
Fh |
Fi |
Fj |
Fk |
Fl |
Fm |
Fn |
Fo |
Fr |
Ft |
Fu |
Fy
 
Faa |
Fab |
Fac |
Fad |
Fae |
Faf |
Fag |
Fah |
Fai |
Faj |
Fak |
Fal |
Fam |
Fan |
Fao |
Fap |
Faq |
Far |
Fas |
Fat |
Fau |
Fav |
Faw |
Fax |
Fay |
Faz
Die Liste der Biografien führt alle Personen auf, die in der deutschsprachigen Wikipedia einen Artikel haben. Dieses ist eine Teilliste mit 34 Einträgen von Personen, deren Namen mit den Buchstaben „Faj“ beginnt.

## Faj

### Faja
- Fajans, Kasimir (1887–1975), polnisch-deutsch-amerikanischer Physikochemiker
- Fajardo Klappenbach, Alberto Leopoldo (* 1956), uruguayischer Diplomat
- Fajardo, Alexis E. (* 1976), US-amerikanischer Comic-Künstler, Illustrator, Letterer, Redakteur und Herausgeber
- Fajardo, Arturo (* 1961), uruguayischer Geistlicher und römisch-katholischer Bischof von Salto
- Fajardo, Carlos (* 1966), kubanischer Radrennfahrer
- Fajardo, Eduardo (1924–2019), spanischer Schauspieler
- Fajardo, Facundo (* 1994), uruguayischer Fußballspieler
- Fajardo, Francisco (1524–1564), venezolanischer Konquistador
- Fajardo, José (* 1993), panamaischer Fußballspieler
- Fajardo, Luis (* 1963), kolumbianischer Fußballspieler
- Fajardo, Sergio (* 1956), kolumbianischer Journalist, Mathematiker und Politiker
- Fajarowicz, Sammi (1908–1940), deutscher Schachspieler

### Fajd
- Fajdek, Paweł (* 1989), polnischer Hammerwerfer

### Faje
- Fajen, Fritz (1934–2023), deutscher klassischer Philologe
- Fajen, Robert (* 1969), deutscher Romanist und Literaturwissenschaftler
- Fajer, Juri Fjodorowitsch (1890–1971), russischer Ballett-Dirigent
- Fajerman, Joël (* 1948), französischer Musiker

### Fajf
- Fajfr, Karel (* 1943), deutscher Eiskunstlauftrainer
- Fajfrić, Petar (1942–2021), jugoslawischer Handballspieler

### Fajg
- Fajgel, Michael (* 1958), deutscher Sänger, Schauspieler und Librettist
- Fajgeles, Élise (* 1970), französische Politikerin

### Fajk
- Fajkmajer, Karl (1884–1916), österreichischer Historiker und Politiker (CS)

### Fajm
- Fajmon, Hynek (* 1968), tschechischer Politiker, Mitglied des Abgeordnetenhauses, MdEP
- Fajmonová, Sarah Melany (* 2007), tschechische Tennisspielerin

### Fajn
- Fajnzylber, Fernando (1940–1991), chilenischer Ökonom

### Fajo
- Fajon, Tanja (* 1971), slowenische Politikerin (Socialni demokrati), MdEPTanja Fajon (* 1971)

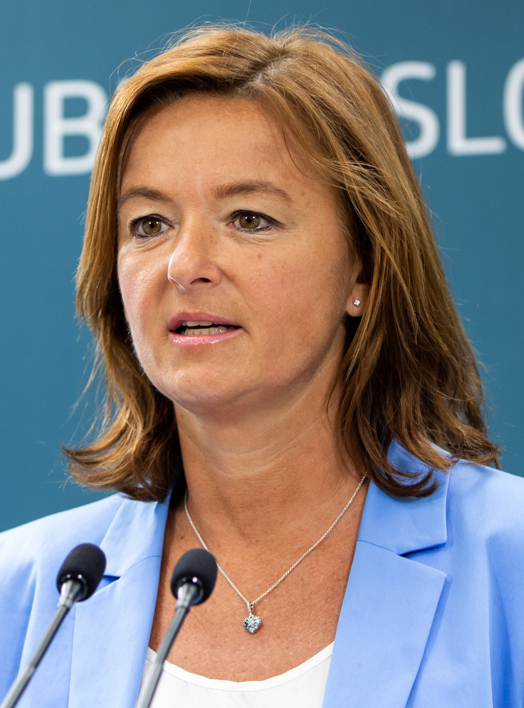
Tanja Fajon (* 1971)

### Fajr
- Fajr, Fayçal (* 1988), französisch-marokkanischer Fußballspieler
- Fajre, Marco (* 1963), chilenischer Fußballspieler

### Fajs
- Fajstavr, Jan (* 1944), tschechoslowakischer Skilangläufer
- Fajsz, Großfürst von Ungarn

### Fajt
- Fajt, Jiří (* 1960), deutsch-tschechischer Kunsthistoriker
- Fajt, Kristjan (* 1982), slowenischer Radrennfahrer
- Fajt, Pavel (* 1957), tschechischer Improvisations- und Rockschlagzeuger
- Fajtl, František (1912–2006), tschechischer Pilot und Offizier